# International HKD Games
De International HKD Games zijn spelen die door de International HKD Federation in Zuid-Korea worden gehouden ter promotie van hapkido, hankido en hankumdo. De naam van het evenement is vaak aan verandering onderhevig geweest. Buiten Korea is de naam International HKD Games echter het bekendst.

## Geschiedenis

### Eerste games
Op 1 april 1990 werden de games voor het eerste georganiseerd in het Jang Chung Stadium te Seoel. Deze games stonden in het teken van de promotie en introductie van hankido. De openings demonstratie van deze games werd uitgezonden op het Koreaanse televisie station KBS. De eerste games waren vooral een nationale aangelegenheid met slechts weinig deelnemende internationale teams. Een reportage van de games werd later op video uitgegeven.

### Tweede games
De tweede versie van de games vond in 1994 op 12 en 13 augustus plaats in de stad Incheon en kende een aanzienlijk internationaler deelnemersveld. Zo was de Nederlandse HKD Federatie aanwezig met een twee man sterke afvaardiging wie op het onderdeel hankido een tweede prijs in de wacht wist te slepen.

### Derde games
In 1997, op 16 en 17 augustus, werden de games voor het eerste georganiseerd op het hoofdkwartier van de IHF zelf te Yongin. Tijdens de opening van deze games werd voor het eerst het hankumdo gedemonstreerd en het was tevens de eerste keer dat het als onderdeel werd toegevoegd. Vanaf nu werden games International HKD Martial Arts Competition (국제 H.K.D 무술대회) genoemd. Het waren de laatste games waarbij oprichter Myung Jae-nam zelf aanwezig was, hij overleed in 1999. Ook van deze games is een video beschikbaar gesteld.

### Vierde games
Na de dood van Myung Jae-nam stond de vierde editie van de HKD games in de zomer van 2000 voornamelijk in het teken van zijn overlijden. Ook nu weer werden games op het terrein van het IHF hoofdkwartier gehouden.

### Vijfde games
De vijfde editie van de games werden gehouden in de zomer van 2002 op 10 en 11 augustus in Seongnam. Tijdens de openings plechtigheden werd duidelijk dat de IHF een nieuwe technische weg was in geslagen. Ook stond er tijdens deze games voor het eerst het onderdeel sparren op het programma. Een registratie van de games werd later op video uitgebracht.

### Zesde games
In de zomer van 2004 konden hapkido liefhebbers terecht in de sporthal van Yongin om daar de zesde editie van de games bij te wonen. De games namen deze keer voor het eerst weer slechts één dag in beslag en het internationale deelnemers veld was slechts marginaal. Alleen Chili en Nederland waren aanwezig met een volwaardig team, terwijl andere landen het met persoonlijke afvaardigingen moesten doen.

### Zevende games
Op 22 juli 2007 vonden de games weer plaatsen vinden in dezelfde sporthal in Yongin. In totaal deden rond de 1500 mensen deze keer mee aan de games, terwijl mensen van 15 verschillende nationaliteiten vertegenwoordigd waren. Aan de vooravond van deze games is de IHF begonnen met het opleiden van internationale scheidsrechters om zo het internationale karakter van de games te versterken.

### Achtste games
In 2010 werden de games gehouden in de stad Battle Creek, Michigan. Het was de eerste keer dat de spelen buiten Korea werden gehouden. Dit zorgde vooral voor een enorme toename van het aantal Amerikaanse deelnemers.

### Negende games
De negende editie van deze spelen vond wederom plaats in Yong-in op 20 en 21 juli 2013. De naam van dit evenement was '9th Triennial World Hapkido Championships'. Vanuit Nederland deden diverse leden van de Nederlandse HKD Federatie mee aan deze spelen.

### Tiende games
In 2016 zullen de games voor de tiende keer plaatsvinden. Het organiserende land is dan Brazilië.

## Nationale HKD Games
Naast de internationale spelen organiseert de IHF sinds 2003 jaarlijks nationale spelen. Nationale organisaties volgen dit voorbeeld door hun eigen games te organiseren. Zo worden in Nederland en België de Open Benelux Games georganiseerd.

## Competities
Tijdens de games kunnen deelnemers aan verschillende onderdelen meedoen. Zowel individueel als in teamverband. Maar niet tijdens alle edities worden alle onderdelen georganiseerd. Een aantal van de onderdelen is:
- hapkido team- en duodemonstratie
- hankido team- en duodemonstratie
- hankumdo team- en duodemonstratie
- valbreken individueel verte sprong
- valbreken individueel hoogte sprong
- valbreken individueel technisch
- traptechnieken individueel technisch
- sparring

Bij teamwedstrijden strijden de Koreaanse scholen voor een plekje in de poule met internationale teams.